# Школа космонавтики (Железногорск)
КГАОУ «Школа космонавтики имени академика С.П. Королёва» (международное название — англ. Cosmonautic school) — государственное общеобразовательное автономное учреждение среднего (полного) общего образования, расположенное в городе Железногорске Красноярского края. Является школой-интернатом для одарённых и талантливых детей. Основана в 1989 году приказом Министерства образования и науки Красноярского края в городе Зеленогорске, и с 1997 года действует на территории ЗАТО Железногорск.

## Образовательная деятельность
Школа космонавтики обучает школьников в соответствии с краевой программой по работе с интеллектуально одарёнными детьми. Школа проводит образовательные мероприятия, конференции и олимпиады, в которых задействовано около 20 000 учеников из различных районов Красноярского края. Кроме того, ученики Школы сами участвуют во внешних городских и региональных соревнованиях, олимпиадах и мероприятиях аэрокосмической тематики (МШК, ФР СФО).
Основное направление образовательной деятельности — очное обучение по образовательным программам физико-математического, физико-технического, информационно-математического и биолого-химического направлений. Кроме очного образования, производится дистанционное обучение через Интернет, организуются научно-исследовательские работы, научно-практические конференции, олимпиады, семинары и конкурсы для заинтересованных школьников вне Железногорска.